# Tjedan psihologije u Hrvatskoj
Tjedan psihologije u Hrvatskoj, hrvatska medicinsko-popularna manifestacija. Traje tjedan dana i održava se jednom godišnje. Održava se različitim događanjima i aktivnostima psihologa diljem Hrvatske. Organizatori su Hrvatsko psihološko društvo i Hrvatska psihološka komora. Cilj je psihologiju približiti i predstaviti zajednici te pokazati svu širinu uključenosti psihologijske teorije i prakse u život pojedinca i zajednice.
Prvi je put organiziran 2008. godine u sklopu obilježavanja 55. obljetnice Hrvatskog psihološkog društva, kad su pozvani psiholozi da se različitim aktivnostima uključe u obilježavanje 55. godina postojanja psihološke strukovne udruge. Odziv je bio iznenađujuće dobar. Tjedni su se nastavili održavati sljedećih godina. Sada na Tjednu sudjeluje preko 750 sudionika, na više od 1000 događanja na oko 375 lokacija u preko 100 hrvatskih gradova i mjesta, a uz dobru medijsku prezentaciju svih zbivanja. Zbivanja su besplatna su kako za izvoditelje aktivnosti tako i za slušače/publiku.
Sudionici pridonose predavanjem, okruglim stolom, radionicom, izložbom i predstavljanjem knjige, plakata, demonstracijom rada psihologa u praksi, tribinom na neku temu aktualnu u svojoj zajednici, provođenjem i prezentacijom rezultata svojeg istraživanja, nastupom na radiju, televiziji, pisanim ili elektronskim medijima, ili nekom sasvim novom aktivnosti. Namjera je da aktivnost pobudi interes u zajednici i doprinese poboljšanju kvalitete življenja pojedinca i zajednice.

## Vanjske poveznice
- Službene stranice  Arhivirana inačica izvorne stranice od 9. ožujka 2021. (Wayback Machine)